# JS-3
Josif Staljin 3 ili skraćeno IS-3 je bio sovjetski teški tenk nakon drugog svjetskog rata. Napravljen je kako bi zamijenio starije IS-1 i IS-2 tenkove. Ime je dobio po sovjetskom vođi Josifu Visarionoviču Džugašviliu Staljinu. Izravni konkurent mu je bio britanski tenk Conqueror. IS-3 je bio napredan tenk čija se rješenja još danas koriste u razvoju sovjetskih, ali i ostalih zapadnih tenkova. No, zbog loše kvalitete izrade, IS-3 je bio vrlo nepouzdan tenk koji se često kvario. Zadnji primjerci ovog tenka povučeni su iz uporabe početkom 1970-ih. 

## Razvoj
Umjesto da se manjim poboljšanjima otklanjaju uočeni nedostaci na teškim tenkovima IS-1 i IS-2, vrh Crvene armije odlučio je da je znatno bolje razviti potpuno novi teški tenk. Jedan od glavnih razloga za takvu odluku bilo je to što je svaka malo veća izmjena na tijelu ili kupoli tenka značila prekid proizvodnje na nekoliko tjedana ili čak mjeseci, a to je u ratnim uvjetima bilo teško prihvatljivo. Projekt novoga sovjetskog teškog tenka pokrenut je u tvornici Kirov u Čeljabinsku početkom 1944., a u ljetu iste godine dobio je službenu dozvolu i razvojnu oznaku Kirovets-1. Naime, u ožujku 1944. provedeno je probno gađanje jednog IS-2 iz topa ZiS-3 kalibra 76,2 mm. Iako je to bio top relativno malog kalibra, te se gađalo s udaljenosti od 500 do 600 metara, top je probio oklop IS-2 čak i s čeone strane. Granate koje nisu uspjele probiti oklop izazvale su teška oštećenja. Kako je Panther rabio top od 75 mm, a Tiger I od 88 mm, znatno veće probojne moći od sovjetskog topa ZiS-3, bilo je jasno da se nešto mora žurno poduzeti. Prva mjera bila je promjena oklopa na prednjem dijelu tenka IS-2. No, svi prijedlozi promjene kupole, posebno njezinog dizajna, odbijeni su jer bi t bilo značilo prekid proizvodnje. Umjesto toga odlučeno je da se pokrene projekt Kirovets-1, kojim će se, između ostalog, obuhvatiti i razvoj nove kupole.
Pokrenuta su dva projekta, koje su vodila dva odvojena tima stručnjaka. Jedan su tim vodili J. Y. Kotin (vođa tima) i A. S. Ermolaev (glavni projektant), a drugi N. L. Dukhov (vođa tima) i M. F. Balđi (glavni projektant). Prvi je tim svoj prijedlog temeljio na razvojnim vozilima Objekt 244, 245 i 248. Glavna odlika tih projekata bila je neobično rješenje prednjeg oklopa tijela vozila. On se sastojao od dvije ploče zavarene pod oštrim kutom, koji se je širio prema ostatku tijela. To će se rješenje poslije rabiti na svim sovjetskim tenkovima, od T-55 pa sve do T-80. Sovjetski su inženjeri to rješenje nazvali "štukin nos", a na Zapadu su ga zvali jednostavno "Pike". U odnosu na druge tenkove toga doba, koji su svi redom rabili ravan ili blago nagnut čeoni oklop, napravljen od jedne ploče, "štukin nos" je pružao znatno povećanje oklopne zaštite. Radio operater je premješten u kupolu kako bi se mjesto vozača moglo pomaknuti u sredinu vozila, odakle je vozač imao znatno bolju preglednost. Osim toga, projektanti su mogli još jedino redizajnirati prednji dio tijela u piramidalni oblik, kod kojega je jedna stranica prolazila točno ispred vozača i time ga dodatno štitila jer je tako nastala kosina izazivala dodatno rikošetiranje protutenkovskih projektila. Poslije će se na bočne stranice dodati pričuvni članci gusjenica i time još malo povećati razina oklopne zaštite. Krajnji rezultat bio je znatno povećanje oklopne zaštite prednjeg dijela tijela i istodobno smanjenje mase. Projektanti su odlučili da će za IS-3 radije odabrati zavareno nego lijevano tijelo, djelomično zato što su tako ubrzavali samu proizvodnju. Još važniji razlog bio je nemogućnost dobivanja proizvodnih kapaciteta u ljevaonicama u kojima su se proizvodile kupole za tenkove IS-2 i T-34 (kojih nikada nije bilo dovoljno). To i nije bio tako velik nedostatak jer je sovjetska teška industrija do sredine 1944. uspjela znatno unaprijediti proces varenja i najtvrđeg čelika, koji je omogućavao spajanje debelih ploča.
Drugi se tim, predvođen Dukhovom i Balđijem, više posvetio razvoju kupole, za koju je odabrao postupak lijevanja, djelomično zbog jednostavnosti izrade, a djelomično jer su na raspolaganju imali pogone u kojima se proizvodila kupola tenka IS-2. Posebna je pozornost posvećena boljem oblikovanju kupole kako bi se smanjila visina tenka, povećao nagib bočnih stranica, te dobilo dovoljno prostora za ugradnju velikog topa D-25T kalibra 122 mm. Krajnji je rezultat bila revolucionarna okrugla, ili bolje rečeno loptasta kupola, koja je samo na stražnjem dijelu imala ravnu ploču, a posadi je pružala dotad nedostignutu razinu zaštite. Naime, zbog kompaktnosti izrade iz jednog dijela, ali i zakrivljenosti bočnih strana, tako izrađena kupola izaziva rikošetiranje tijekom udara protutenkovskog projektila, koji u 99 posto slučajeva udara pod kutom. Debljina oklopa kupole na osnovici bila je 220 mm, a prema vrhu se smanjila na 110 mm, uz istodobno povećanje zakošenja koje je pružalo dodatnu zaštitu. Zbog toga je isti princip oblikovanja kupole primijenjen na tenku T-55, te se zadržao i na najsuvremenijim ruskim tenkovima. Loptasti oblik kupole donio je još jednu prednost znatnim povećanjem korisnog prostora u kupoli na onim mjestima gdje je bio najpotrebniji, uz istodobno smanjenje ukupne veličine, a time i mase kupole. Smanjenje mase dopustilo je projektantima da povećaju debljinu oklopa čeonog dijela kupole na 250 mm, što je bio velik napredak ako se u obzir uzme da je IS-2 ima debljinu oklopa od samo 100 mm.
Oba su projekta prikazana tadašnjem ministru za tenkovsku industriju, V. A. Mališevu. Prezentacije su obavili osobno Kotin i Dukhov. Nakon pomnog proučavanja oba prijedloga, Mališev je zaključio da ih treba doraditi tako da se objedine najbolja rješenja. Naložio je da se na tijelo prvog prijedloga postavi kupola drugog. Kako su proračuni pokazali da masa "hibrida" ne bi bila ništa veća od zadanih specifikacija, novi je projekt u listopadu 1944. dobio službenu oznaku Objekt 703. Istog je mjeseca prezentiran zapovjedniku Crvene armije maršalu Georgiju Žukovu i načelniku glavnog stožera maršalu Aleksandru Vasiljevskom. Prezentacija novog tenka, posebno rješenja kupole ,toliko ih se dojmila da su odmah od Staljina zatražili da osobno potpiše zapovijed za početak njegove serijske proizvodnje, kako bi se novi teški tenk sovjetske vojske našao u završnim bitkama u Njemačkoj.
Oduševljenje visokih sovjetskih časnika imalo je itekako realnog uporišta jer je po mnogim tehničkim rješenjima Objekt 703, ili, kako će ga uskoro označiti, IS-3, bio znatno napredniji ne samo od IS-2 već i od T-34.

## Opis tenka
IS-3 je po svim odlikama bio mnogo napredniji tenk od IS-2. Posebno rješenje prednjeg dijela tijela pružalo je znatno veću razinu oklopne zaštite za vozača nego kod IS-2. Jedinim nedostatkom smatrao se loše riješen poklopac vozačkog odjeljka koji se otvara nadesno. Nedostatak je bio što su projektanti, zbog nedovoljnog prostora ispred vozača, njegov periskop ugradili u poklopac. Da bi otvorio poklopac, vozač je prvo morao maknuti periskop. Osim što to baš i nije bila laka operacija u oštrim ruskim zimama, kad bi se periskop često smrznuo i dodatno pričvrstio za poklopac, njegovo stalno micanje dovodilo je do povećanog broja oštećenja. Uz to, vozač je kroz periskop imao jako ograničeno polje vida direktno ispred vozila, bez mogućnosti motrenja bočnih strana. Iako se to možda ne čini važnim kad se vozite u tenku mase 46,5 tona, ipak nije tako jer su vozači, ne mogavši točno odrediti širinu tenka, zapinjali za drveće ili objekte, ili čak slijetali s puta. Osim toga, svako neželjeno zapinjanje za neki čvrsti objekt moglo je dovesti do pucanja ili smicanja gusjenice, što bi neminovno izazvalo zaustavljanja tenka povećalo mogućnost njegova uništavanja.

### Vatrena moć
IS-3 je od svog prethodnika naslijedio top D-25T kalibra 122 mm s plinskom kočnicom. Za razliku od kupole tenka IS-2, koja je projektirana za ugradnju topa kalibra S-18 kalibra 85 mm, te je ugradnja D-25 dovela do destabilizacije kupole, kod IS-3 projektanti su od početka kupolu prilagodili ugradnji topa kalibra 122 mm, prilagodivši je oblikom i veličinom. Potkraj 1944. i početkom 1945. godine, D-25T je bio jedan od najsuvremenijih tenkovskih topova. Rabio je poluatomatski princip, rada koji je u slučaju IS-3 omogućavao brzinu paljbe od dvije do tri granate u minuti. Iako je unutrašnjost kupole IS-3 u odnosu na IS-2 znatno povećana, ipak je zadržan isti borbeni komplet od samo 28 granata. Zanimljivo je da je raspored kompleta bio osamnaest razornih i deset probojnih. To znači da su sovjetski planeri početkom 1945. zaključili da je njemačka vojna industrija pred kolapsom te da će Ščuke (kako su ih prozvali sovjetski vojnici) više vremena provoditi u borbi protiv pješaštva i drugih "mekanih" ciljeva nego u srazovima s tenkovima. Na kupolu je postavljena teška strojnica DŠK kalibra 12,7 mm, a uz topovsku cijev spregnuta strojnica kalibra 7,62 mm.

### Pokretljivost
Osim topa, IS-3 je od "dvojke" naslijedio i Dieselov motor V-2JS snage 520 ks, što je bilo dovoljno za skromnu maksimalnu brzinu od 40 km/h. Projektanti su se znatno više brinuli o autonomiji te su tenk opremili spremnicima ukupne zapremine 450 litara. Dva su spremnika postavili u unutrašnjost tijela, bočno u odnosu na motor. Dodatna četiri cilindrična spremnika, u stvari metalne bačve, postavljeni su na stražnji dio tenka, po dva na svaki bok. Svaki je nosio 90 litara, a bili su spojeni s unutrašnjim spremnicima. U slučaju iznenadnog napada ili zapaljenja tenka, ti su se dopunski spremnici mogli odbaciti. To je bilo još jedno rješenje koje će projektanti tenkova primijeniti na sve poslijeratne sovjetske tenkove, s tom promjenom što će dopunske spremnike premjestiti na sam kraj vozila.

## Operativna upotreba
Prva probna serija IS-3 teških tenkova dovršena je, usprkos svim požurivanjima iz vrha Crvene armije, tek sredinom svibnja 1945. Iako neki zapadni izvori navode da su rabljeni u borbama na samom kraju borbi u Europi tijekom II. svjetskog rata ni jedan sovjetski izvor to ne potvrđuje. Upitno je također jesu li IS-3 poslani na Daleki istok u borbe protiv japanskih snaga također tamo stigli prije okončanja sukoba. Crvena armija je za djelovanje na Dalekom istoku, preciznije u Mandžuriji, predvidjela jednu tenkovsku pukovniju opremljenu tenkovima IS-3. Navodno su prvi primjerci na bojišnice stigli u kolovozu 1945. te su teoretski i mogli sudjelovati u nekim bitkama.
Priče o borbenoj uporabi teških tenkova IS-3 u zadnjim borbama u Njemačkoj javile su se nakon pobjedničke parade, koja je 7. rujna 1945. održana u Berlinu. Nakon defilea sovjetskih, francuskih, britanskih i američkih pješačkih i padobranskih postrojbi došao je red na prikaz oklopnih vozila. Na čelu kolone bila su 32 američka tenka M24 General Chaffe i 16 oklopnih transportera M8. Potom su išla francuska oklopna vozila, a potom 24 britanska tenka Comet i 30 oklopnih automobila, sve već viđeno mnogo puta. A onda su se, na veliko iznenađenje zapadnih časnika, pojavila ni više ni manje nego 52 potpuno nova IS-3. Pojava novoga sovjetskog teškog tenka, i to tako napredne konstrukcije, bila je pravi šok za Saveznike. Tenkovi su pripadali 71. gardijskoj teškoj tenkovskoj pukovniji, koja je u povijesti ostala upamćena kao prva postrojba koja se sukobila s njemačkim teškim tenkovima Kraljevski Tigar.
Zanimljivo je da je sovjetska javnost prvi put imala priliku vidjeti IS-3 na vojnoj paradi tek 7. studenog 1946. Razlog nije bio političke prirode (možebitno skrivanje od javnosti) već činjenica da su svi do tada proizvedeni IS-3 poslani u istočnu Njemačku (koja će postati DDR) kao protuteža Savezničkim snagama koje su okupirale zapadni dio Njemačke (koji će postati Bundesrepublik Deutschland). U to vrijeme, zapadni su analitičari smatrali da je IS-3 najbolji tenk na svijetu i da oni u svom naoružanju nemaju ništa što bi mu moglo parirati, pa je stalno pristizanje novih količina kod savezničkih zapovjednika unosilo popriličan nemir. IS-3 se proizvodio do sredine 1946. i dotad je zahuktala sovjetska teška industrija uspjela proizvesti čak 2311  komada, što je po zapadnim analitičarima bilo više nego dovoljno da svlada zapadne snage. Američki M4 Sherman imao je masu od "samo" 30 tona i top kalibra 75 mm, a britanski Comet masu od 33 tone i top kalibra 77 mm. Oba su tenka uz to koncepcijski bila znatno lošije rješenje od IS-3.
Ono što zapadni analitičari nisu znali bilo je to da se sovjetski vojni vrh nije baš previše pouzdavao u IS-3. Problem je bio u njihovoj kroničnoj nepouzdanosti, naslijeđenoj još od IS-1 i IS-2, koja se tijekom rata nije uspjela otkloniti. Najviše je problema bilo s preslabim motorom V-2JS snage 520 ks koji je često morao raditi punom snagom te se zbog toga često kvario. Osim toga, primarni cilj sovjetske vojne industrije tijekom II. svjetskog rata bio je proizvesti što više oružja, u ovom slučaju tenkova, a kvaliteta je bila manje važna. Tako je i kvaliteta motora bila vrlo slaba. Ništa bolje nije bilo ni s transmisijom, koja se kvarila jednako često kao i motor. Zbog stalnog požurivanja iz vrha Crvene armije prvi IS-3 patili su i od ozbiljnih nedostataka na tijelu i kupoli.
Zbog toga ne čudi da je već 1946. Crvena armija osnovala posebnu komisiju koja se bavila jedino utvrđivanjem svih nedostataka na IS-3 te pronalaženjem rješenja za njihovo otklanjanje i daljnje poboljšanje tenka. Komisija je na kraju predložila program UKN (Ustranenie Konstruktivnjkh Nedostatkov). Na osnovi UKN-a od 1948. do 1952. svi proizvedeni IS-3 prošli su proces modernizacije. Ugrađeni su nanovo proizvedeni motori i mjenjači znatno više kvalitete, promijenjena je konstrukcija kvačila i prijenosnika. Neki izvori navode da su novi motori imali snagu 600 ks. Postavljene su i nove, jače gusjenice. Zamijenjen je i radio 10-RK znatno modernijim 10-RT. Negativna strana modernizacije bila je povećanje mase na 48,8 tona. Kako (vjerojatno) nisu ugrađivani jači već samo kvalitetniji motori povećanje mase značilo je novo povećanje opterećenja, pa je problem s nepouzdanošću motora ostao na skoro istoj razini.
Potkraj pedesetih godina prošlog stoljeća, svi JS-3 ponovno su poslani na modernizaciju. Pritom bi tenkovi koji su prošli kroz proces modernizacije dobili oznaku IS-3M. Ugrađeni su sustavi za noćno motrenje i teška strojnica SŠKM kalibra 12,7 mm. Najveća izmjena bila je ugradnja motora V-54K-IS s tenka T-54. I novi je motor imao snagu od 520 ks, ali se smatrao znatno pouzdanijim od starog V-2JS. Iako su JS-3M po borbenim mogućnostima tek nešto slabiji od tada najsuvremenijega sovjetskog tenka T-54/55, te na razini mogućnosti većine Zapadnih, Crvena armija je odlučila sve IS-3 poslati u pričuvu.
Sovjetski su IS-3 ipak rabljeni u borbama, jer su postrojbe opremljene njima sudjelovale u gušenju revolucija u Mađarskoj (1956.) i Čehoslovačkoj (1968.).
IS-3 je odabran i za naoružavanje novih europskih savezničkih država. Tako su već 1946. dva primjerka poslana novonastaloj poljskoj vojsci, koja je, nakon testiranja, ipak odlučila da ih neće kupiti. Jedan je tenk poslan i čehoslovačkoj vojsci, s istim rezultatom. Znatno veći kupac bila je kineska vojska, koja je navodno dobila 100 IS-3, ali tek nakon okončanja Korejskog rata. 
Potkraj pedesetih godina prošlog stoljeća, 100 IS-3 je kupila i egipatska vojska. Prvi egipatski IS-3 prikazan je na vojnoj paradi 23. lipnja 1956., ali je većina isporučena u razdoblju od 1962. do 1967. godine. Razlog za odgodu isporuke bio je što su svi egipatski tenkovi prije isporuke prošli modernizaciju te su zapravo isporučeni kao IS-3M. Ipak su stigli na vrijeme da se uključe u Šestodnevni rat. U tom su ratu egipatski IS-3M ostvarili znatne borbene uspjehe i pokazali se kao dostojni protivnici izraelskim tenkovima zapadne proizvodnje. Zapravo se pokazalo da dobro obučena i dovoljno hrabra posada IS-3M može uništiti bilo koji tenk. Tako je jedna posada uspjela sama uništiti nekoliko protivničkih tenkova. Problem je bio što velika većina egipatskih posada nije bila ni dobro obučena ni dovoljno hrabra da do kraja iskoristi borbene mogućnosti svojih tenkova. Na otvorenim pustinjskim područjima problem je bio premala brzina IS-3 koji nije mogao tako brzo mijenjati položaj kao izraelski tenkovi. Nekoliko je tenkova uništeno ili onesposobljeno hrabrim akcijama izraelskih vojnika koji su ubacivali ručne granate kroz otvorene poklopce na kupoli, što bi ih posade otvarale kako bi smanjile temperaturu u unutrašnjosti. Na kraju rata izraelska je vojska uspjela zarobiti 73 IS-3, koji su bili ili lakše oštećeni ili potpuno ispravni. Nakon moderniziranja i ugradnje novih motora (uzetih sa zarobljenih ili uništenih tenkova T-55) izraelska je vojska svoje IS-3 uspješno rabila tijekom sedamdesetih godina prošlog stoljeća. 